# Brzeski (Mazovie)
Pour les articles homonymes, voir Brzeski.
Brzeski (prononciation : [ˈbʐɛski]) est un village polonais de la gmina de Klwów dans le powiat de Przysucha de la voïvodie de Mazovie dans le centre-est de la Pologne.
Il se situe à environ 5 kilomètres au nord-ouest de Klwów (siège de la gmina), 23 kilomètres au nord de Przysucha (siège du powiat) et à 78 kilomètres au sud de Varsovie (capitale de la Pologne).

## Histoire
De 1975 à 1998, le village appartenait administrativement à la voïvodie de Radom.